# وراء كل نجم
وراء كل نجم (بالكورية: 연예인 매니저로 살아남기)؛ هو مسلسل تلفزيوني كوري جنوبي، من بطولة لي سيو جين وكواك سون يونغ، سيو هيون-وو وجو هيون يونغ. مبني على المسلسل التلفزيوني الفرنسي «اتصل بوكيل أعمالي!»، عرض على قناة تي في إن في 7 نوفمبر 2022، يتم بثه كل يومي الإثنين والثلاثاء الساعة 10:30 بتوقيت (KST). كما أنه متاحاً في مناطق محدودة على نتفليكس.

## القصة
يصور المسلسل حياة مديري المشاهير في شركة إدارة الترفيه «ميثد إنترتينمنت».

## طاقم
- لي سيو جين في دور ماثيو / تاي-أوه[5]

مدير عام في ميثد إنترتينمنت
- كواك سون يونغ بدور تشون جاي إن[6]

مديرة لديها 14 عاما من الخبرة. بدأت كمديرة ميدانية وارتقت إلى منصب قائد الفريق.
- سيو هيون-وو بدور كيم جونغ دون[7]

هو قائد فريق «ميثد إنترتينمنت»، وهو مدير جيد يتمتع بشخصية جيدة.
- جوو هيون يونغ في دور سو هيون غو[8]

مديرة جديد، معجبة بصناعة الترفيه منذ الطفولة.

### ظهور خاص
- تشوي يو جونغ، ممثلة تابعة لـ بيثود إنترتينمنت.[9][10]
- كيم سو مي[9]
- لي هي جون، ممثل في وكالة بيثود إنترتينمنت.[11]
- كلوديا كيم، ممثلة عادت بعد الولادة.[12]
- سيو هيو ريم[9]
- جين سيون كيو، ممثل في شركة بيثود إنترتينمنت.[11]
- يونغ تايك، نجم جديد اكتسب شعبية كبيرة.[13]

## المشاهدات
| الموسم | الموسم | رقم الحلقة | رقم الحلقة | رقم الحلقة | رقم الحلقة | رقم الحلقة | رقم الحلقة | رقم الحلقة | رقم الحلقة | رقم الحلقة | رقم الحلقة | رقم الحلقة | رقم الحلقة | المتوسط     |
| الموسم | الموسم | 1          | 2          | 3          | 4          | 5          | 6          | 7          | 8          | 9          | 10         | 11         | 12         | المتوسط     |
| ------ | ------ | ---------- | ---------- | ---------- | ---------- | ---------- | ---------- | ---------- | ---------- | ---------- | ---------- | ---------- | ---------- | ----------- |
|        | 1      | 773        | 744        | 634        | 571        | 699        | 571        | 522        | 722        | 627        | 633        | 498        | 742        | ستُعلن لاحقًا |

| | تاريخ البث     | تقييمات "نيلسن كوريا" | تقييمات "نيلسن كوريا" |
| على الصعيد الوطني | تاريخ البث     | سيئول                 |                       |
| --- | -------------- | --------------------- | --------------------- |
| 1 | 7 نوفمبر 2022  | 3.710%                | 4.406%                |
| 2 | 8 نوفمبر 2022  | 3.609%                | 4.294%                |
| 3 | 14 نوفمبر 2022 | 3.274%                | 4.123%                |
| 4 | 15 نوفمبر 2022 | 3.028%                | 3.747%                |
| 5 | 21 نوفمبر 2022 | 3.096%                | 3.778%                |
| 6 | 22 نوفمبر 2022 | 2.921%                | 3.476%                |
| 7 | 28 نوفمبر 2022 | 2.549%                | 3.090%                |
| 8 | 29 نوفمبر 2022 | 3.540%                | 3.740%                |
| 9 | 5 ديسمبر 2022  | 2.924%                | 3.425%                |
| 10 | 6 ديسمبر 2022  | 2.996%                | 3.719%                |
| 11 | 12 ديسمبر 2022 | 2.416%                | 3.134%                |
| 12 | 13 ديسمبر 2022 | 3.608%                | 4.144%                |
| متوسط | متوسط          | —                     | —                     |
| - تُبث هذه الدراما على قناة الكابل / التلفزيون المدفوع الذي عادةً ما يكون جمهورها أصغر نسبيًا مقارنةً بالمحطات التلفزيونية / العامة (KBS ، SBS ، MBC ، EBS). |                |                       |                       |

## الإنتاج

### صناعة
- تخطيط عام : هونغ كي سونغ (tvN)
- تخطيط الإنتاج : إستوديو دراغون (من قبل كيم يونغ كيو، كيم جاي هيون).
- فريق العمل : بارام بيكتشرز
- موسيقى : جاي مي

في مايو 2021، أعلنت إستوديو دراغون انهم قد وقعوا عقدًا رسميًا للحصول على حقوق إنتاج النسخة الكورية من المسلسل الدرامي الفرنسي اتصل بوكيل اعمالي. قال المنتج يو سانغ-وون: «الشخصيات والقصة جذابة حقًا، لذا اشترينا النسخة الأصلية، والآن يتم العمل على النص بسلاسة، وسيبدأ اختيار الممثلين قريبًا.» وأضاف: «سيتم إصدار دراما متقنة الصنع قريبًا».

### طاقم
في أكتوبر 2021، عُرض على لي سيو جين دور الشخصية الرئيسية لنسخة الكورية من المسلسل. في الوقت نفسه، عُرض على كواك سون يونغ دور البطولة.

### التصوير
بدأ تصوير المسلسل رسمياً في 8 يونيو 2022.

## روابط خارجية
- الموقع الرسمي
 (بالكورية)
- خلف كل نجم على موقع IMDb (الإنجليزية)
- خلف كل نجم على موقع روتن توميتوز (الإنجليزية)
- خلف كل نجم على موقع نتفليكس (الإنجليزية)
- خلف كل نجم على موقع قاعدة بيانات الفيلم (الإنجليزية)
- وراء كل نجم على هانسينما